# Buderup (parochie)
Buderup is een parochie van de Deense Volkskerk in de Deense gemeente Rebild. De parochie maakt deel uit van het bisdom Aalborg en telt 6320 kerkleden op een bevolking van 6327 (2004).
Historisch was de parochie deel van Hornum Herred. In 1970 werd de parochie opgenomen in de toen gevormde gemeente Støvring, die in 2007 opging in Rebild.
Aarestrup · Bælum · Blenstrup · Buderup · Durup · Fræer · Gerding · Gravlev · Grynderup · Lyngby · Øster Hornum · Rørbæk · Siem · Skibsted · Skørping · Skørping Nykirke Kirkedistrikt · Solbjerg · Sønderup · Sørup · Stenild · Store Brøndum · Suldrup · Terndrup · Torup · Veggerby